# 가석방

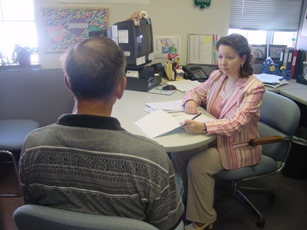
가석방 심사 중의 모습

가석방(假釋放, 영어: parole, provisional release, supervised release)은 수형자(受刑者)의 교정성적이 양호하여 뉘우침의 빛이 뚜렷한 경우, 형기 만료 전에 수형자를 조건부로 석방하는 제도를 말한다.
가석방은 수형자의 사회적 복귀를 목적으로 하여 형의 집행에 있어서 형식적 정의(形式的 正義, 징벌)를 제한하고 구체적 타당성(교화)을 실현하기 위한 형사정책상의 진보적인 제도 중의 하나이다. 자유형의 집행을 제약하는 점에서 집행유예와 그 제도적 취지가 같다.

## 요건

### 대한민국
징역 또는 금고의 집행 중에 있는 자가 그 교정성적이 양호하여 뉘우침의 빛이 뚜렷한 경우, 무기에 있어서는 20년, 유기에 있어서는 형기의 3분의 1을 경과한 후 가석방심사위원회의 신청에 의해 법무부 장관이 행정처분으로 가석방을 할 수 있다.(형법 제72조)
제72조(가석방의 요건) ① 징역 또는 금고의 집행 중에 있는 자가 그 행상이 양호하여 개전의 정이 현저한 때에는 무기에 있어서는 20년, 유기에 있어서는 형기의 3분의 1을 경과한 후 행정처분으로 가석방을 할 수 있다.
② 전항의 경우에 벌금 또는 과료의 병과가 있는 때에는 그 금액을 완납하여야 한다.

## 기간과 보호관찰
가석방의 기간은 무기형에 있어서는 10년으로 하고, 유기형에 있어서는 남은 형기로 하되, 그 기간은 10년을 초과할 수 없다. 가석방된 자는 가석방 기간 중 보호관찰을 받는다. 다만, 가석방을 허가한 행정관청이 필요가 없다고 인정한 때에는 그러하지 아니한다.(형법 제73조의2)

## 실효와 취소
가석방 중 금고 이상의 형의 선고를 받아 그 판결이 확정된 때에는 가석방 처분은 효력을 잃는다. 단, 과실로 인한 죄로 형의 선고를 받았을 때에는 예외로 한다.(형법 제74조)
가석방의 처분을 받은 자가 감시에 관한 규칙을 위배하거나 보호관찰의 준수사항을 위반하고 그 정도가 무거운 때에는 가석방 처분을 취소할 수 있다.(형법 제75조)

## 효과
가석방 처분을 받은 후 그 처분이 실효 또는 취소되지 아니하고 가석방 기간을 경과한 때에는 형의 집행을 종료한 것으로 본다. 가석방 중의 일수는 형기에 산입하지 아니한다. (형법 제76조)

## 실무
대한민국의 교정 실무상 가석방은 형기의 70%가 지나지 않은 수형자에게는 거의 이루어지지 않으며, 가석방자의 대부분(약 91%)은 형기의 80%가 지난 사람이다.

### 무기수의 가석방
대한민국의 실무상 무기수가 바로 가석방되는 경우는 드물다. 2000년대 중반까지는 무기수 중 모범수형자에 대해서 먼저 사면의 일종인 특별감형(통상 징역 20년으로 감형)을 하고, 전체 수형기간이 17~19년이 지나면 가석방을 하는 것이 관행이었다. 소년범도 수형 기간이 5년을 지나면 가석방할 수 있다는 소년법 규정과는 달리, 실무상으로는 성년범죄자의 가석방과 별 차이가 없었다.
2000년대 말부터 엄벌주의가 강화되면서 모범 무기수의 특별감형 관행이 중단되었고, 특히 조두순 사건의 영향으로 2010년 10월 16일 유기형의 상한이 15년(형의 가중 시 25년)에서 2배인 30년(형의 가중 시 50년)으로 늘어나 무기형이 사실상 가석방 없는 종신형에 가까워지고 있다. 이는 대한민국보다 5년 10개월 앞서서 유기형의 상한을 20년(형의 가중시 30년)으로 늘린 일본에서도 이미 나타나고 있는 현상이다.

### 비판
대한민국의 가석방 실무에 대해서는 가석방 제도가 2000년대 말부터 매우 경직적으로 운영되고 있어서 교화보다 사실상 수감에 초점이 맞추어져 있고, 가석방이 지나치게 제한되면 무기수 등 장기 수형자들이 교화 의지를 상실해 교도소 내의 교정 질서까지 위협할 수 있다는 비판이 제기되고 있다. 이러한 경직적 운영에는 2009년에 조두순 사건이 방송된 직후 쏟아진 '장기 수형자의 가석방을 엄격히 제한해야 한다'는 취지의 언론 시평과 사회 여론이 영향을 미쳤다. 그런데, 이런 일부 보수 언론의 보도 태도는 형기의 80% 이상을 복역해야 가석방 대상이 되는 한국의 가석방 실무에 대한 몰이해, 미국의 행형 제도에 대한 미흡한 정보와 부족한 이해에 기반한 것이었다.
가석방의 엄격한 제한이 교도소의 과밀화를 초래하고 효율적 운영을 저해하고 있다는 것은 교정당국도 인정하고 있다. 교도소의 본질적 기능 중 교화보다 징벌에 치우친 불균형을 교정하기 위해서는 징역 3년 미만의 형을 선고받은 수형자에 대해서는 지금까지의 실무 관행보다 조기(형기의 70% 대)에 가석방하는 비율을 늘리고, 무기수도 가석방의 희망과 교화의 의지를 가질 수 있도록 수형 기간이 25년이 지난 모범수형자에 대해서는 유기형으로의 특별감형이나 가석방의 기회를 확대하는 것이 타당하다.

## 연혁

### 가석방의 연혁
가석방제도는 17세기 영국의 유형(流刑)제도의 시행과정에서 비롯되었다. 당시 영국은 경제상황이 악화되어 실업이 만연하고 범죄인의 수가 심각할 정도로 증가되자 그 해결책으로서 당시 노동력에 대한 수요가 급증하고 있는 식민지 미국으로 죄수를 이주시키는 방안을 모색하였다. 이에 영국 국회는 사형 또는 장기 구금형을 선고받은 건강한 죄수들을 식민지로 보낼 수 있도록 하는 이주법을 통과시켰다. 초기에는 죄수들에게 아무런 특별조건이 붙지 않았으나, 집행을 유예받은 죄수들이 뇌물이나 기타 부정한 방법을 통하여 미국으로 이송하는 도중에 도망가거나 영국으로 다시 돌아가는 일이 발생하게 되었다. 이를 규제하기 위해 1655년 일정한 조건을 부과하고 이를 위반하는 경우에는 유예를 취소하고 형 집행을 계속하도록 하는 조항을 추가하였다. 형집행을 유예받은 죄수가 미국에 도착하면 더 이상 범죄자가 아니라 입찰에 의해 계약된 고용인이 되었다. 이러한 관계는 오늘날의 가석방 위원회에서 유사한 절차로 이어지는데, 가석방된 수형자가 가석방위원회에 대하여 어떠한 조건을 수용하기로 동의하고 석방 서류에 서명하는 것과 계약서에 포함되었던 사항과 유사한 가석방조건들이 그것이다.
독립으로 인해 미국으로의 이송이 중단되면서 영국 내의 구금장소가 부족하게 되었고, 범죄의 발생도 심각한 상태가 되자 여론은 아직 폐지되지 않은 이주법의 시행을 강력히 요구하게 되었다. 이로 인해 1787년 영국 정부는 1770년 발견된 오스트레일리아를 죄수들을 이송하기 위한 유형지로 선정하였다. 1788년 최초로 죄수들을 오스트레일리아 유형지인 노포크 섬(Norfolk Island)에 수용하였다. 오스트레일리아 총독은 절대적인 사면권을 부여받았으며, 특정한 조건 없이 죄수들을 사면하였다. 그러나 여러 문제들이 발생하자 특별권능부여조례에 의해 유형지의 총독에게 조건부로 죄수들의 형기를 감면하여 석방증을 발부할 수 있는 조건부 사면권을 부여하였다. 이 석방증에는 감독에 관한 조항은 규정되어 있지 않았다. 조건부 사면을 받은 자가 석방증의 조건을 위반하는 경우에는 다시 체포되어 원래의 형기로 다시 투옥되었는데, 이것이 가석방허가증제도의 기원이다. 1811년에 이르러 형기를 작업에 의해 감해준다는 개념이 형성되었고, 1821년에는 7년형을 선고받은 사람은 4년, 14년형을 선고받은 사람은 6년, 그리고 무기수는 8년을 복역해야 가석방허가증을 받을 수 있다는 최소한의 복역형기가 규정되었다.
1840년 ‘가석방의 아버지’로 알려진 왕실 해군 알렉산더 마코노키(Alexander Maconochie)는 노포크 섬의 총독으로 임명된 후 비참한 수용소와 굶주림, 질병으로 고통받는 죄수들에 대한 가혹한 처우 등 죄수들이 처한 심각한 상황을 직면하게 되었다. 마코노키는 이러한 상황을 개선하는 한편, 오늘날에도 여전히 보여지는 두 가지 실천을 시도하였다. 즉 선행･작업에 대한 점수보상제도와 수형자가 완전한 자유에 익숙해질 수 있게 하는 단계적 분류제도이다. 그 단계는 다음과 같은데, 1단계는 엄격한 구금의 단계, 2단계는 공공작업장에서의 노역의 단계, 3단계는 제한된 지역 안에서의 자유 허용의 단계, 4단계는 일정한 조건 하에 수형자 스스로 선택한 곳에서 생활하도록 허가하는 석방증의 발급의 단계, 마지막 5단계는 자유의 완전한 회복이다.
1853년 영국 의회는 수형자가 가출소허가증을 받고 석방된 뒤에 경찰에 의해 감독을 받도록 하는 강제노역법을 통과시켰다. 1854년 아일랜드 교도소 소장이 된 월터 크로프톤(Walter Crofton)은 알렉산더 마코노키의 작업과 가까웠는데, 수형자들의 개선에 대한 관점이 유사하였다. 크로프톤에 의해 만들어진 아이리시 체제는 마코노키가 노포크 섬에서 실시한 제도를 기초로 4단계로 이루어진다. 1) 첫 번째 단계에서는 9개월간의 독거수용이 포함되어 처음 3개월 동안은 식량배급을 줄이고 일절 노동도 허용하지 않는다. 이는 아무리 게으른 수형자라도 일 없이 3개월을 보내면 일하기를 원할 것이라는 데 이유가 있다. 그 후에는 충분한 식량이 배급되고, 유용한 기술을 배우고 종교적인 교화를 받도록 하였다. 2) 2단계에서는 다른 수용자와 함께 생활하면서 이 기간에 3단계로 나아갈 수 있는 자격을 위해 점수를 획득할 수 있다. 3) 3단계는 수용자가 개선의 징후를 입증함으로써 석방허가증을 받아 석방될 수 있는 개방시설로의 이송이 포함된다. 4) 4단계는 석방허가증을 받은 자가 일정한 조건 하에 석방되는데, 지방에서는 경찰에 의해 감독을 받았다. 그러나 더블린 지역 거주자는 석방수용자감독관이라는 직함을 가진 민간고용인에게 감독을 받았다. 감독관은 경찰과 협조적으로 감독을 하는데, 석방허가증을 받은 자들에게 고용을 보장하는 것이 그의 책임이었다. 감독관은 석방자에 대해 통보기간마다 보고할 것을 요구할 수 있는 권한이 있으며 2주마다 가정을 방문하여 고용되었는지 여부를 확인하였는데, 이는 오늘날 가석방 감독관의 전신이었다. 크로프톤에 의한 중간교도소, 원조, 감독의 개념은 현대 가석방제도에 기여한 바가 크다.
이와 같은 영국에서의 가석방제도의 발전은 미국에도 큰 영향을 미쳤다. 19세기 초 이전 미국의 중죄수들은 정기형을 선고받으면 그 전부를 복역해야 했는데, 이와 같은 엄격한 행형은 교도소의 과밀화를 초래하였고 교도소 내 많은 문제가 발생하였다. 이를 해결하기 위해 1817년 모범적인 수형자에게는 감형으로 보상하는 방법이 뉴욕에서 법률로 최초로 시행되었으며, 1869년에는 최초의 부정기형법률이 통과되었다. 1876년 뉴욕에서 부정기형법률을 채택하자 엘마이라 교도소(Elmira Reformatory)의 관리자인 브록웨이(Zebulon Brockway)는 사회로 복귀할 준비가 되었다고 판단되는 수형자들을 가석방(Parole)에 의해 석방하기 시작하였다. 미국에서 가석방제도의 출발은 일반적으로 1876년 뉴욕주 엘마이라 교도소의 개원과 일치된다고 할 수 있다. 엘마이라 교도소에서는 부정기형, 점수제, 6개월 동안의 보호관찰기간, 가석방자에 대한 감독, 조건을 위반한 경우 재구금 등 오늘날의 가석방제도와 본질상으로 유사한 제도를 채택하였다. 브록웨이는 청소년 초범자 중 부정기형을 선고받은 경우에 엘마이라 교도소에 보내도록 하는 법률 초안을 작성하였는데, 실제의 석방일은 시설에서의 행동에 기초하여 관리자위원회에 의해 결정되었다. 엘마이라에 입소하면 수용자들은 2급으로 분류되었는데, 6개월간 선행을 인정받으면 1급으로 올라가고, 그렇지 못하면 3급으로 내려갔다. 3급의 경우 다시 일을 해야 하는 반면, 1급에서 선행이 유지되면 석방이 되는데 이것이 미국 최초의 가석방제도이다.
엘마이라 시스템은 메사추세츠를 비롯한 다른 주에서도 따랐는데, 1900년경에는 20개 주가 가석방제도를 채택하였고 1925년에는 46개주에 이르렀다. 1910년부터 각 연방교도소에서 교도소장, 의료담당자, 법무부 교도소감독관으로 구성된 자체 위원회를 만들었다. 위원회는 검찰총장에게 석방을 제안하였다. 1930년에는 미합중국 가석방위원회가 창설되었는데, 이후 1932년에는 연방 정부와 44개주에 가석방위원회를 설치하였다. 오늘날에 이르러서는 가석방위원회와 같이 수형자를 사회로 조기 석방시키기 위한 일정한 기구가 모든 주에 설치되어 있다.

### 대한민국 가석방제도의 입법
한국은 1953년 형법 제정당시부터 가석방제도를 도입하였다. 1969년 가석방심사위원회규정을 제정하였고, 1978년에는 가석방 심사 등에 관한 규칙을 제정하여 가석방의 심사기준･절차 등 세부적 규정이 마련되었다. 1995년 형법개정을 통해 보호관찰 규정이 추가되어 성인범에 대한 보호관찰제도를 확대실시하게 되었다.
보호관찰 등에 관한 법률 등을 개정하여 가석방에 보호관찰이 필요적으로 결합된 형태로 시행하고 있다.34) 이후 1997년 가석방제도의 공정성과 투명성을 확보하고 모범수형자를 조기에 사회복귀시키기 위한 실질적이면서 전문적인 가석방심사를 할 수 있도록 한다는 이유로 행형법 개정을 통해 각 교도소에 설치되었던 가석방심사위원회를 폐지하고 법무부에 가석방심사위원회를 설치･운영하도록 하는 규정을 정비하였다. 2007년 행형법과 행형법시행령이 형의 집행 및 수용자의 처우에 관한 법률」(법률 제8728호, 2007. 12. 21. 공포, 2008. 12. 22. 시행) 및 같은 법 시행령(대통령령 제21095호, 2008. 10. 29. 공포, 12. 22. 시행)으로 각각 개정됨에 따라 가석방 심사 등에 관한 규칙은 2008년 형의 집행 및 수용자의 처우에 관한 법률 시행규칙(법무부령 제655호 신규제정 2008. 12. 19.)으로 신규 제정되었다. 2011년에는 형법과 형의 집행 및 수용자의 처우에 관한 법률에 따라 가석방예비심사를 통하여 가석방심사신청 대상자 선정의 공정성과 효율성을 확보하고 있다. 또한 가석방예정자의 원활한 사회복귀 등을 위하여 가석방 업무에 필요한 사항을 규정한 가석방 업무지침(법무부 예규 제1215호, 개정 2019. 4. 15.) 등을 운용하고 있다.

## 같이 보기
- 집행유예
- 선고유예
- 보호관찰
- 출소